# Balanus merrilli
Balanus merrilli är en kräftdjursart. Balanus merrilli ingår i släktet Balanus och familjen havstulpaner. Inga underarter finns listade i Catalogue of Life.